# زمین‌لرزه السالوادور
زمین‌لرزه السالوادور ممکن است به یکی از موارد زیر اشاره داشته باشد:
- زمین‌لرزه ۲۰۰۱ السالوادور
- زمین‌لرزه ۱۹۸۲ السالوادور
- زمین‌لرزه ۱۹۱۵ السالوادور